# Aynard de Clermont-Tonnerre
Jules Gaspard Aynard de Clermont-Tonnerre, né le 9 août 1769 et mort le 14 avril 1837 à Turin, troisième duc de Clermont-Tonnerre, est un gentilhomme et militaire français.

## Biographie

### Origines
Jules Gaspard Aynard est le troisième duc de Clermont-Tonnerre. Il est l'arrière-petit-fils de Gaspard de Clermont-Tonnerre, premier duc de Clermont-Tonnerre, maréchal de France et le fils du marquis Gaspard II de Clermont-Tonnerre et de Louise Adélaïde Victoire de Durfort-Civrac. Son père étant mort avant son grand-père Jules Charles Henri de Clermont-Tonnerre, il succède donc à ce dernier en 1794, à l'âge de 25 ans.

### Carrière militaire
Lieutenant de cavalerie à quinze ans, il émigre en 1791 et fait la campagne de 1792 à l’armée du prince de Condé.
Rentré en France peu de temps après le licenciement de ce corps, il est nommé aide de camp du général Clarke. Il effectue auprès de ce dernier la campagne de 1807 à la Grande Armée, et plus tard celles de 1813 et de 1814, comme colonel major d’un des régiments de gardes d’honneur créés à cette époque.
Chevalier de la Légion d'honneur, il est chambellan de la princesse Borghèse. Il fait partie de la première promotion de pairs de France nommée par Louis XVIII.
Il meurt le 14 avril 1837 à Turin (Italie). Le titre ducal revient alors à son oncle Gaspard Paulin.

## Famille
En 1804, il épouse en premières noces Modeste de Bruc de Montplaisir (1784-1810), avec laquelle il n'a pas d'enfants.

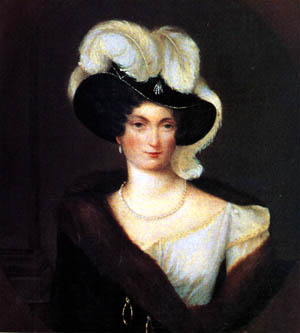
Jeanne Victoire de Sellon de La Turbie (1777-1849).

Le 3 mai 1815, il épouse en secondes noces Jeanne Victoire de Sellon,,, (née le 7 février 1777 à Genève, en République de Genève et décédée le 18 février 1849 à Turin, en Royaume de Sardaigne), veuve (sans hoirs) du baron de La Turbie (1758-1814, ministre plénipotentiaire du roi de Sardaigne à Saint-Pétersbourg, chambellan de Napoléon Ier), dame pour accompagner Pauline Bonaparte, princesse Borghèse (1810), baronne de La Turbie de l'Empire (1810), qui, elle aussi, le laisse sans postérité.

## Sources
- « Aynard de Clermont-Tonnerre », dans Adolphe Robert et Gaston Cougny, Dictionnaire des parlementaires français, Edgar Bourloton, 1889-1891 [détail de l’édition]